# Regina Nehellenia
La Regina Nehellenia (女王ネヘレニア?, Joo Nehellenia) è una dei principali antagonisti del manga e dell'anime Sailor Moon, leader del Circo della Luna Spenta. Viene anche vista come l'antitesi stessa della protagonista Usagi Tsukino: contrasta con la sua figura radiosa poiché è la sovrana di Dead Moon, il regno della Luna Nuova (cioè la Luna nella sua fase oscura), tant'è che la sua capigliatura richiama quella di Usagi in versione oscura. Viene introdotta per la prima volta durante la quarta serie nell'anime e riappare all'inizio della quinta.
Viene anche definita Regina delle Tenebre, Regina Oscura o (soprattutto in Italia) Regina della Notte.

## Storia

### Manga
Quando ancora esisteva “Silver Millennium”, Nehellenia si insediò nelle tenebre della Luna senza che alcuno se ne accorgesse. Voleva essere l'unica e autentica regina della Luna e possedere il cristallo d'argento, con l'ausilio del quale avrebbe potuto governare su Silver Millennium. Essendo la regina delle tenebre e poiché nessuno sapeva della sua esistenza, ella non venne invitata per la festa della nascita della Principessa Serenity, ma apparve tra ombre infernali durante i festeggiamenti al cospetto dei presenti, infuriata per essere stata ignorata in un'occasione così solenne. Le guerriere sailor, dato il suo ascendente malvagio, ne chiesero l'identità, mentre la Regina Serenity asserì soltanto che Nehellenia sarebbe stata la benvenuta solo se fosse venuta in cerca di pace, ma non accettava che il suo regno fosse attaccato da tenebre malefiche.
Nehellenia sostenne che lei e la Regina Serenity possedevano le stesse origini, che non poteva esistere luce senza oscurità, né il bene senza il male, cercò di attaccare i presenti, ma i suoi attacchi vennero respinti da Sailor Mars prima e dalla Regina Serenity; quest'ultima, con l'ausilio del cristallo d'argento, la imprigionò in uno specchio posto nelle sue stanze, affinché non compisse altri malefici. Tuttavia, poco prima di essere fatta prigioniera riuscì a porre un maleficio sulla Principessa Serenity dicendo alla regina: "Ecco un regalo! Prendi la mia maledizione! Questo regno un giorno andrà in rovina, la bella principessa morirà senza ereditarlo. È questo il mio regalo!" e così avvenne anni dopo.
Venne ridestata dal suo alter ego Zirconia, un ragno dalle sembianze antropomorfe dotata di un'asta ove era collocato Zircone, un bulbo oculare alato che la aiutava durante le missioni e fu quest'ultimo nella fase finale a trasformare Usagi e Mamoru in neonati e a rinchiuderli nei propri sogni.
Nel XX secolo, sfruttando un'eclissi di sole, Nehellenia fa avanzare il suo esercito verso la Terra e pone come prima cosa una maledizione sull'Elysion, facendolo diventare un luogo pieno di incubi e catturando il suo officiante, Helios, e costringendolo ad assumere l'aspetto del suo destriero Pegasus. Ed essendo Helios collegato a Mamoru, anche quest'ultimo viene contagiato dalla maledizione e sul suo petto fiorisce una rosa nera, segno che l'Elysion e quindi la Terra stanno cadendo a pezzi; in seguito attacca la superficie difesa dalle guerriere Sailor. Nehellenia si autodefinisce la vera sovrana della Luna, crede anche di essere la legittima detentrice del cristallo d'argento e, di conseguenza, invia sulla Terra i suoi sudditi, i membri del Dead Moon Circus, per sottrarlo all'erede di Silver Millennium, senza sapere che è Sailor Moon.
Alla fine, Zirconia tormenta le guerriere imprigionandole all'interno degli incubi: fa credere a Sailor Moon che le sue compagne siano morte, mentre a queste ultime fa credere che lo siano Mamoru e Usagi; in più, sigilla il Quartetto delle Amazzoni in quattro pietre. Tuxedo Kamen riesce a risvegliare le guerriere e a ferire Zirconia col loro supporto, tuttavia quest'ultima scappa all'interno dello specchio e Sailor Moon, dopo averla seguita, vi trova soltanto Nehellenia. Nonostante le guerriere Sailor abbiano distrutto lo specchio per tentare di annientarla, ella fugge sull'Elysion, ove sapeva che i suoi poteri si sarebbero incrementati. Viene attaccata da Super Sailor Moon ma, trovandosi dentro lo specchio, la superficie di quest'ultimo riflette il Moon Gorgeous Meditation e, trovandosi all'interno di quel riflesso, SuperSailor Moon e le altre guerriere Sailor vedono il momento in cui Nehellenia venne rinchiusa dalla Regina Serenity.
Approfittando del momento, Nehellenia rompe il Crisis Moon Compact di SuperSailor Moon e si impossessa del cristallo d'argento, ma Tuxedo Kamen unisce i suoi poteri a quelli di Sailor Moon. Il cristallo d'argento torna ad Usagi, la quale riprende le sembianze di SuperSailor Moon. SuperSailor Moon fa apparire fra le sue mani il calice sacro evoluto a testimoniare che tutte le combattenti del sistema solare si sono riunite, ed è per questo che il calice evolve e all'interno di esso tutte le guerriere sailor, compresa Sailor Chibimoon, inviano i poteri derivanti dai loro castelli dello loro rispettive stelle madri, e SuperSailor Moon diviene Eternal Sailor Moon e le altre senshi ottengono una nuova trasformazione. Il sigillo del Golden Crystal, custodito nel petto di Tuxedo Kamen, si infrange, il cristallo d'argento si evolve in Silver Moon Crystal e, una volta convogliati i poteri di tutte le guerriere e quello del Golden Crystal di Tuxedo Kamen nell'Eternal Tier, Nehellenia viene attaccata da questo enorme potere, torna ad essere una vecchia, con quello che era l'aspetto di Zirconia, sconfitta e imprigionata nuovamente nel suo specchio.

### Anime
(frase pronunciata da Nehellenia nell'adattamento italiano)
(frase pronunciata da Nehelenia nell'edizione originale)
In origine Nehellenia era una splendida regina di un asteroide in orbita attorno alla Luna, che governava in pace il suo popolo, ma si sentiva profondamente sola e infelice e per superare questa condizione faceva affidamento unicamente al suo specchio e sulla sua bellezza. Ma quando un giorno vide riflesso in esso l'orribile aspetto del suo futuro, una creatura invecchiata, coi capelli bianchi e la voce roca, ella fu presa dalla disperazione: covando nell'inconscio il terrore di invecchiare e un forte sentimento di invidia nei confronti della longevità degli abitanti della Luna, fu convinta dall'essere comparso nel suo specchio che l'unico modo per preservare la sua bellezza erano gli specchi dei sogni. Avendo paura di invecchiare rubò quindi gli specchi dei sogni dei suoi stessi sudditi, trasformandoli uno dopo l'altro in creature spettrali dette lemuri, preferendo "rimanere sola tra schiere di fantasmi", pur di rimanere bella. Tuttavia, poiché quell'energia da sola non le bastava, decise di impossessarsi direttamente del Golden Crystal, una pietra custodita da Helios, officiante dell'Elysion di cui s'innamorò, ma avendo un cuore malvagio fu scacciata da dei fuochi fatui dal Golden Crystal. Serenity, l'erede al trono lunare, punì l'atteggiamento di Nehellenia rinchiudendola nel suo stesso specchio, segregandola così sulla Luna Nuova, ove comunque non avvertiva lo scorrere del tempo e, quindi non invecchiava. La sua irrefrenabile paura fu proiettata dall'altra parte dello specchio, dando luogo all'alter ego Zirconia. Approfittando del buio durante un'eclissi di sole, riuscì con il suo esercito ad entrare nell'Elysion e lì riuscì con una maledizione a catturare Helios che questi separò il proprio corpo dal proprio spirito, così il corpo rimase con Nehellenia e l'anima con l'aspetto di un cavallo alato, riuscì a rifugiarsi dentro un sogno meraviglioso e prese il nome di Pegasus.
Dopo l'attacco ad Elysion il castello di Nehellenia con tutti i suoi sudditi tramutati in lemuri e Zirconia, che fungeva da tramite fra Nehellinia e i vari sottoposti, comparve tra i cieli di Tokyo e si misero alla ricerca di Pegasus all'interno dei sogni umani, così da poter mettere le mani sul Golden Crystal e poter liberare Nehellenia dalla sua maledizione: Pegasus, infatti, trovò rifugio nel sogno meraviglioso di Chibiusa. Prima di attaccare la terra Nehellenia reclutò quattro innocenti fanciulle (il Quartetto delle Amazzoni) a cui donò quattro sfere magiche con la promessa che così avrebbero mantenuto i loro sogni e non sarebbero invecchiate.
Quando Zirconia riuscì a scovarlo, Nehellenia lo costrinse a tornare nel suo corpo, una volta per poter così impossessarsi del Golden Crystal, il grande specchio che la teneva prigioniera si infranse del tutto, permettendole di liberarsi e a ciò conseguì la definitiva scomparsa di Zirconia. I poteri della regina furono incrementati a dismisura grazie ai poteri di quella pietra ma, non appena le guerriere sailor riuscirono con un inganno, e l'aiuto dell'Amazon Quartet, a riprenderne il possesso, Chibiusa capì che per usarla bisognava chiedere aiuto a tutti coloro che possedevano un sogno meraviglioso e unendo la loro energia nel Golden Crystal, e dirigerne l'enorme potere verso Nehellenia in modo da fermarla e rinchiuderla nuovamente nel suo specchio. Il corpo di Nehellenia quindi riprese ad invecchiare, ma non si arrese facilmente, per vendicarsi catturò Sailor Chibi Moon e dopo aver preso il volo con ciò che rimaneva del suo castello, la getto nel vuoto davanti agli occhi di Sailor Moon. Dopo aver visto Sailor Moon seguire la bambina rientrò nel suo specchio dove tornò ad essere giovane e bella.
Dopo qualche mese, una voce misteriosa concesse a Nehellenia la possibilità di vendicarsi di coloro che l'hanno imprigionata. La voce fece apparire lo specchio nero del sogni di Nehellenia e gli disse che per vendicarsi doveva solo romperlo e, facendo precipitare le schegge su tutta la città riuscì a imprigionare negli specchi coloro che sono stati colpiti e la cui scheggia rimase nel corpo, tra tutte le persone venne colpito anche Mamoru, una scheggia difatti gli entrò nell'occhio sinistro. Portò via Mamoru che ormai non aveva più controllo di sé stesso, attirando così da prima Usagi e poi guerriere sailor che per salvare l'amica vennero una ad una catturate e richiuse in degli specchi in cui potevano osservare tutto ciò che succedeva. Inoltre, avendo privato di volontà Mamoru, questo determinò un cambio del futuro e quindi la scomparsa di Chibiusa, frutto dell'unione fra lui e Usagi. Una volta che Usagi arrivò dopo mille ostacoli al cospetto della perfida regina, tentò di salvare i suoi cari offrendo se stessa in cambio della libertà delle amiche. Nehellenia rifiutò, ma Usagi riuscì da prima a liberare le amiche, e con il loro potere si trasforma in Eternal Sailor Moon. Raccogliendo tutta la loro energia e nell'Eternal Tiare e comunicando con Nehellenia riescono a farle rammentare il suo vero sogno e grazie all'energia raccolta Nehellenia potrà ricominciare da capo. Nehellenia, alla fine si risvegliò nelle vesti di bambina, nel suo regno, pronta per cominciare una nuova vita. Alla fine della serie si scopre che la voce che risveglia Nehellenia non è altri che Sailor Galaxia.

## Mitologia
La figura di Nehellenia/Zirconia trae ispirazione dalla tradizione pagana: innanzitutto, il suo nome riprende quello di una divinità della mitologia celtica, Nehalennia, custode dei viandanti e invocata dal popolo per assicurarsi una felice sorte ultramondana, rappresentata solitamente sotto un baldacchino a forma di conchiglia. Col tempo il nome di Nehalennia venne associato a quello della Ecate greco-romana, che, in quanto guida nei luoghi e nei momenti di passaggio, era in grado di viaggiare liberamente tra il mondo degli uomini, quello degli dèi e quello dei morti. Amante della solitudine, era la regina della notte e la dominatrice dei lemuri, identificata come colei che apre il passaggio al corteo dei defunti con in mano una torcia accesa, dea delle apparizioni notturne, degli incantesimi e dell'occulto.
Nell'iconografia tradizionale appare accompagnata dalla cosiddetta “trottola magica”, una sfera costruita attorno a una pietra, in grado di ispirare visioni profetiche, mentre la civetta è sua messaggera. Virgilio associa i demoni di Ecate a cani ululanti al suo seguito, descrivendola come una dea terrificante e "con la chioma formata da orribili serpenti", il cui arrivo è preannunciato dall'oscurarsi del cielo, da eventi catastrofici e dalla materializzazione di un fuoco parlante che dà responsi e che rappresenta fisicamente la voce di Ecate. E in quanto regina della notte, la sua figura si associa anche alla sfera semantica del sogno e del sonno, tanto che persino Shakespeare, nel suo Re Lear, offre simbolicamente i sogni ai “misteri di Ecate”, come mandante di visioni notturne e guardiana dell'inconscio: la dea viene collegata all'interpretazione e alla lettura dei sogni proprio per le sue facoltà profetiche e oracolari, date dalla sua natura che le permette di conoscere tutte le rotte.
Infine, in Senocrate apparve per la prima volta il nome di Ecate in esplicita associazione alla Luna, e il suo nome, per motivi iconografici, divenne intercambiabile con quello di Selene o quello di Artemide/Diana: l'una veniva rappresentata con una fiaccola accesa in una mano, l'altra era raffigurata anche con una schiera di cani da caccia al suo seguito.

## Fiabe
Nella versione animata la storia di Nehellenia attinge molte delle caratteristiche peculiari dalla matrigna di Biancaneve. Entrambe si comportano astiosamente con chi considerano migliori di loro: in preda alla smania di eccellere chiedono ossessivamente allo specchio magico la conferma della loro bellezza, ma in realtà lo specchio non è altro che la loro stessa mente che, mostrando difetti che prima non c'erano, suscita in loro l'invidia. Sia la matrigna sia Nehellenia credono di essere più belle della loro rivale, e ambedue si spingono verso un'inesorabile autodistruzione, vale a dire la trasformazione in una vecchia dalla voce roca e dall'aspetto terrificante. Nella versione a fumetto, invece, il racconto di Nehellenia ricalca per molti aspetti quello de “La bella addormentata nel bosco”: ella, infatti, al pari della Fata Cattiva, appare alla festa della nascita della nuova erede al trono furibonda per non essere stata invitata e ostacolata dalle guerriere sailor, che in questo caso corrispondono alle Fate Buone dell'opera dei fratelli Grimm. Inoltre, sia nel manga che nell'anime, Zirconia è accompagnata da Zircone che, come il corvo di Malefica nel film della Disney, funge come una sorta di telecamera spiando e registrando ciò che accade fuori e le mosse dei suoi sottoposti. Nehellenia viene quindi attaccata e imprigionata in uno specchio dal potere di Queen Serenity ma poco prima di esser rinchiusa lancia una maledizione sulla principessa e su Silver Millennium.
C'è poi da aggiungere che nell'anime, dopo essersi impossessata del Cristallo d'oro, Nehellenia lancia su Chibiusa la maledizione del sonno eterno dal quale la piccola si risveglia, a differenza della favola canonica, grazie all'intervento della madre sacrificatasi per salvarla. Troviamo, infine, altri riferimenti a questa fiaba nella versione animata, anche se con ruoli invertiti: Mamoru è soggiogato dal frammento di specchio di Nehellenia che gli ha colpito un occhio ed è rapito nel suo castello; la scala che conduce ad esso è cosparsa di rovi che Usagi deve attraversare per salvare il suo principe dal sonno. La maledizione dovuta alla scheggia di specchio nell'occhio di Mamoru e quello con cui cerca di far dimenticare a Usagi l'amato (incantesimo da cui la ragazza si libera quando vede l'orecchino a forma di rosa di Sailor Jupiter) sono invece ispirati alla fiaba La regina delle nevi di Adersen.
Nella versione italiana, poi, è anche la stessa Nehellenia a riferirsi più volte a sé stessa come una strega.